# ادی فیرمانی
ادی فیرمانی (به ایتالیایی: Eddie Firmani) بازیکن فوتبال و اهل ایتالیا است که از سال ۱۹۵۶ میلادی عضو تیم ملی فوتبال ایتالیا بوده و در ۳ بازی ملی حضور داشته‌است. او در بازی‌های ملی‌اش ۲ گل به ثمر رساند.
ادی فیرمانی آخرین بازی ملی خود را در سال ۱۹۵۸ میلادی انجام داد.